# Sultentjärnen (Norrbärke socken, Dalarna)
Sultentjärnen är en sjö i Smedjebackens kommun i Dalarna och ingår i Norrströms huvudavrinningsområde.